# Lúcio
Lucimar da Silva Ferreira (Planaltina, Federaal District, 8 mei 1978) - alias Lúcio - is een Braziliaans voormalig profvoetballer die bij voorkeur als centrale verdediger speelde. Hij speelde tussen 1997 en 2020 onder andere voor Bayer Leverkusen, Bayern München, Internazionale en Juventus. Lúcio was van 2000 tot en met 2011 international in het Braziliaans nationaal elftal, waarvoor hij 105 interlands speelde en 4 keer scoorde.

## Clubcarrière

### Bayer Leverkusen
Lúcio begon zijn professionele voetbalcarrière bij het Braziliaanse Sport Club Internacional in 1999. Hier maakte hij een goede indruk, dit resulteerde in januari 2001 tot een transfer naar Bayer 04 Leverkusen. Met de overgang naar de Bundesliga ging een recordbedrag van 8,5 miljoen euro gepaard, nog nooit betaalde een Bundesligaclub zoveel geld voor een speler. In het daaropvolgende jaar eindigde hij met zijn club op de tweede plaats in de competitie en werd de Champions League-finale bereikt. Deze werd met 1-2 verloren van Real Madrid CF. Lúcio maakte tijdens deze wedstrijd het enige doelpunt aan de kant van Leverkusen. Na dit seizoen stond de speler in de belangstelling van vele Europese topclubs. Toch liet Leverkusen zijn verdediger ondanks zeer aantrekkelijke aanbiedingen niet vertrekken. Naar verluidt wilde de club hem niet voor minder dan 30 miljoen euro laten gaan. Enkele tijd later Lúcio besloot zelfs zijn contract te verlengen met twee jaren tot de zomer van 2007.
Het daaropvolgende seizoen zou echter een stuk minder goed verlopen, zowel voor Lúcio, als voor Leverkusen. Lucio kreeg een blessure aan zijn enkel waardoor hij veel wedstrijden moest missen. Ook waren er enkele belangrijke spelers vertrokken tijdens de transferperiode, waaronder Zé Roberto en Michael Ballack die beiden naar Bayern München gingen. De club kwam in de degradatiezone terecht en ook het succes in de Champions League kon niet worden verlengd. Degradatie werd dat seizoen maar net ontlopen, maar het werd duidelijk dat de dure spelers bij een goed bod mochten vertrekken. AS Roma meldde zich vervolgens voor de sterkhouder en het kwam tot een overeenkomst met Leverkusen. Lúcio had al aangegeven dat hij niet naar Real Madrid wilde verkassen maar alleen naar de Serie A om daar Aldair bij AS Roma op te volgen. Beide clubs verwachtten dan ook geen problemen bij de overeenkomst tussen speler en club. Toch kwam deze er opvallend genoeg niet, Lúcio gaf aan dat hij liever nog een seizoen bij Leverkusen wilde blijven. In oktober van dat jaar deed Chelsea een poging om de Braziliaan naar Londen te halen, ze boden een spelersruil aan met Mikael Forssell plus een transferbedrag. Een dag later meldde Juventus FC zich en bood 14 miljoen euro om hem de volgende zomer over te nemen. Naar verluidt meldde AC Milan zich ook een maand later met een soortgelijk bod. Er werd echter met geen van de clubs een akkoord bereikt.

### Bayern München
Opnieuw draaide Lúcio een goed seizoen bij Leverkusen, waardoor tijdens de transferperiode 20 clubs zich meldden voor de speler. Uiteindelijk kwam het in mei 2004 tot een overgang naar Bayern München voor een bedrag van 12 miljoen euro. Hier had hij al snel een basisplaats bemachtigd, zijn partner achterin verwisseld echter nogal eens. Zo volgden daar Robert Kovač, Valérien Ismaël en Daniel Van Buyten. De laatste seizoenen speelde hij vaak in het hart van de defensie met de Argentijn Martín Demichelis. Onder het aanvoerderschap van Oliver Kahn droeg Lúcio al enkele malen de aanvoerdersband in geval van afwezigheid van de sluitpost. Ook onder het aanvoerderschap van Mark van Bommel was Lúcio immer nog reserve-aanvoerder.

### Internazionale
Na de terugkeer van de Confederations Cup in de zomer van 2009 kreeg Lucio van de nieuwe coach Louis van Gaal te horen dat hij hem misschien niet meer nodig zou hebben. Van Gaal wilde graag met een links- en een rechtsbenige speler in het hart van de defensie gaan spelen en daardoor zou de Braziliaan grote concurrentie ondervinden van onder andere Breno, Van Buyten en Demichelis. Lúcio verklaarde dat wanneer hij niet meer in beeld zou zijn bij de nieuwe trainer, hij op zoek zou gaan naar een andere werkgever en geen minuut meer te spelen voor Bayern München. Aanvankelijk leek er sprake te zijn van een overgang naar Manchester City maar Lucio maakte uiteindelijk in juli de overstap naar Internazionale. De verdediger tekende een contract voor drie jaar bij de Milanezen die op hun beurt naar verluidt ongeveer 10 miljoen euro betaalden aan Der Rekordmeister. In het eerste seizoen won Lúcio gelijk de treble. Tijdens zijn tweede seizoen was de Braziliaan ook onomstreden in het hart van de defensie maar werd alleen de Coppa Italia geprolongeerd. In augustus 2011 verlengde de 33-jarige Lúcio zijn aflopende contract met twee seizoenen. Op 29 juni 2012 maakte Lúcio en Internazionale bekend met wederzijdse instemming het contract voortijdig te beëindigen.

### Juventus en nadagen in Brazilië
Op 4 juli 2012 tekende Lúcio een tweejarig contract bij Juventus. Hij begon als een vaste starter in de basis en won al snel zijn een eerste prijs met de club, de Supercoppa 2012. Echter raakte hij al vroeg in het seizoen geblesseerd waardoor hij zijn basisplaats verloor en slechts 4 wedstrijden speelde. Op 17 december 2012 maakte Juventus bekend dat de Braziliaan zijn contract in samenspraak met de club voortijdig had laten ontbinden wegens een gebrek aan perspectief op speeltijd.
Een dag later, op 18 december 2012 kondigde São Paulo FC aan dat de verdediger een contract tekende voor 2 seizoenen bij de club. Lúcio keerde hiermee na een verblijf van 12 jaar Europa terug naar zijn geboorteland.

## Interlandcarrière

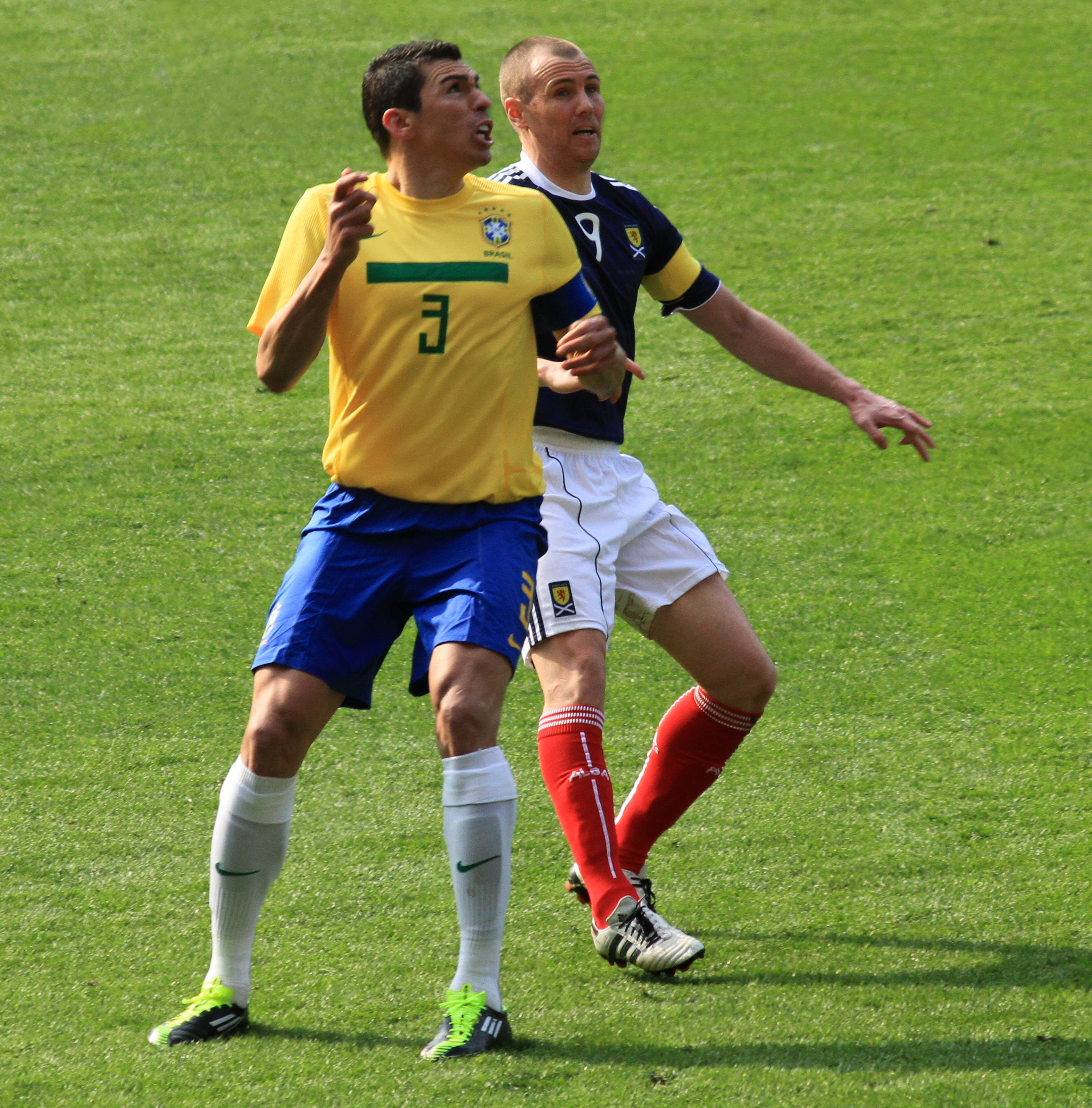
Lúcio in duel met Kenny Miller tijdens een interland tegen Schotland in 2011.

In 2000 begon Lúcio in de spits (de positie waar hij in zijn jeugd ook vaak had gespeeld) aan het voetbaltoernooi van de Olympische Zomerspelen in Sydney. Uiteindelijk eindigde het Olympische team als vierde, door in de troostfinale met 0-2 van Duitsland te verliezen. Toch kwam al snel het succes; in 2002 behoorde hij tot het elftal dat in Zuid-Korea en Japan het WK voetbal zou winnen. Tijdens dit toernooi was hij overigens een van de drie spelers die alle 630 minuten van het kampioenschap hadden gespeeld, de anderen waren keeper Marcos en rechtsback Cafú.
Na het WK voetbal in 2006 werd Lúcio aangewezen als nieuwe aanvoerder van de Seleção door bondscoach Dunga. Tijdens dit toernooi zou Lúcio een nieuw FIFA-record neerzetten, hij speelde 368 minuten achter elkaar zonder een overtreding te maken. Zijn record werd afgebroken toen Brazilië in de kwartfinale met 0-1 verloor van Frankrijk.
Lúcio werd opgeroepen voor en speelde mee op het wereldkampioenschap voetbal 2010 in Zuid-Afrika. In de kwartfinale werd Brazilië uitgeschakeld door Nederland.
Op 4 juni speelde Lúcio zijn 100e interland, tegen Nederland.

## Erelijst
Bayern München
- Bundesliga: 2004/05, 2005/06 en 2007/08
- DFB-Pokal: 2004/05, 2005/06 en 2007/08
- DFB-Ligapokal: 2004, 2007

 Internazionale
- UEFA Champions League: 2009/10
- FIFA Club World Cup: 2010
- Serie A: 2009/10
- Coppa Italia: 2009/10, 2010/11
- Supercoppa Italiana: 2010

 Juventus
- Supercoppa Italiana: 2012

 Brazilië
- FIFA WK: 2002
- FIFA Confederations Cup: 2005, 2009

## Spelersstatistieken
| seizoen | club             | land      | competitie            | wed. | goals |
| ------- | ---------------- | --------- | --------------------- | ---- | ----- |
| 1998    | Internacional    | Brazilië  | Campeonato Brasileiro | 11   | 0     |
| 1999    | Internacional    | Brazilië  | Campeonato Brasileiro | 24   | 2     |
| 2000    | Internacional    | Brazilië  | Campeonato Brasileiro | 15   | 2     |
| 2000/01 | Bayer Leverkusen | Duitsland | Bundesliga            | 15   | 5     |
| 2001/02 | Bayer Leverkusen | Duitsland | Bundesliga            | 28   | 4     |
| 2002/03 | Bayer Leverkusen | Duitsland | Bundesliga            | 21   | 3     |
| 2003/04 | Bayer Leverkusen | Duitsland | Bundesliga            | 27   | 3     |
| 2004/05 | Bayern München   | Duitsland | Bundesliga            | 32   | 3     |
| 2005/06 | Bayern München   | Duitsland | Bundesliga            | 30   | 2     |
| 2006/07 | Bayern München   | Duitsland | Bundesliga            | 26   | 0     |
| 2007/08 | Bayern München   | Duitsland | Bundesliga            | 24   | 1     |
| 2008/09 | Bayern München   | Duitsland | Bundesliga            | 32   | 1     |
| 2009/10 | Internazionale   | Italië    | Serie A               | 31   | 1     |
| 2010/11 | Internazionale   | Italië    | Serie A               | 31   | 1     |
| 2011/12 | Internazionale   | Italië    | Serie A               | 34   | 1     |
| 2012/13 | Juventus         | Italië    | Serie A               | 1    | 0     |
| 2012/13 | São Paulo        | Brazilië  | Campeonato Brasileiro | 0    | 0     |
| Totaal  |                  |           |                       | 377  | 30    |